# Toxotrypana curvicauda
Toxotrypana curvicauda är en tvåvingeart som beskrevs av Gerstaecker 1860. Toxotrypana curvicauda ingår i släktet Toxotrypana och familjen borrflugor. Inga underarter finns listade i Catalogue of Life.